# Кросгар
Кро̀сгар (на ирландски: An Chrois Ghearr; на английски: Crossgar) е село в югоизточната част на Северна Ирландия. Разположено е в район Даунпатрик на графство Даун на около 30 km южно от централната част на столицата Белфаст. Имало е жп гара от 23 март 1859 г. до 16 януари 1950 г. Населението му е 1892 жители според данни от преброяването през 2011 г.